# فيلون (مسلسل)
فيلون مسلسل رسوم متحركة ألمانية من إنتاج استديو كيدنيس عرض لأول مره عام 2002 واستمر حتى عام 2003 . تمت دبلجة المسلسل للغة العربية.

## روابط خارجية
- Homepage von Benjamin Blümchen
- فيلون (مسلسل) على موقع IMDb (الإنجليزية)
- فيلون (مسلسل) على موقع نتفليكس (الإنجليزية)
- فيلون (مسلسل) على موقع كينوبويسك (الروسية)
- فيلون (مسلسل) على موقع قاعدة بيانات الفيلم (الإنجليزية)
- PDF-Broschüre über Ulli Herzog mit Biografie und ausführlichen Informationen (1,47 MB)
- Bundeszentrale für politische Bildung: Politik bei Benjamin Blümchen und Bibi Blocksberg
- Das alte Titellied mit allen drei Strophen und Gitarrenakkorden